# Крістофер Росалес
Крістофер Джордан Росалес Гонсалес (ісп. Cristofer Jordan Rosales González; 6 жовтня 1994) — нікарагуанський професійний боксер, чемпіон світу за версією WBC (2018) в найлегшій вазі.

## Професіональна кар'єра
Дебютував на профірингу 2013 року і вже в третьому поєдинку зазнав першої поразки. Після восьми перемог поспіль 2015 року зазнав другої поразки від  Халіда Яфая (Велика Британія). Впродовж 2015—2017 років здобув тринадцять перемог поспіль. 26 травня 2017 року зазнав третьої поразки від Ендрю Селбі (Велика Британія). 21 жовтня 2017 року завоював титул WBC International у найлегшій вазі.
15 квітня 2018 року вийшов на бій проти Хіґа Дайґо (Японія), який перед боєм був позбавлений титула чемпіона світу за версією WBC в найлегшій вазі через перевищення ваги, тож за титул бився лише Росалес, який і здобув перемогу технічним нокаутом в дев'ятому раунді. Підводячи підсумки 2018 року, журнал «Ринг» визнав результат поєдинку Росалес — Дайґо «Апсетом року».
Здобувши в першому захисті перемогу нокаутом над Педді Барнсом (Ірландія), в наступному поєдинку 22 грудня 2018 року зазнав поразки одностайним рішенням суддів від Чарлі Едвардса (Велика Британія).
20 грудня 2019 року в бою за вакантний титул чемпіона WBC в найлегшій вазі програв технічним нокаутом в дев'ятому раунді Хуліо Сезар Мартінесу (Мексика).
13 жовтня 2024 року в бою за вакантний титул чемпіона WBC в найлегшій вазі програв технічним нокаутом в одинадцятому раунді Терадзі Кенсіро (Японія).